# 2 Dywizjon Rakiet Taktycznych
2 Dywizjon Artylerii / 2 Dywizjon Rakiet Taktycznych (2 da / 2 drt) – samodzielny pododdział wojsk rakietowych i artylerii ludowego Wojska Polskiego.

## Formowanie i zmiany organizacyjne
Jeszcze wiosną 1963 uruchomiono proces formowania dywizjonów rakiet taktycznych, które postanowiono włączyć w skład dywizji ogólnowojskowych.
Zarządzeniem szefa SG WP nr 085/ Org. z 17 lipca 1966, na bazie 2 dywizjonu artylerii rakietowej sformowano 2 dywizjon artylerii (rakiet taktycznych) z przeznaczeniem dla 2 Warszawskiej Dywizji Zmechanizowanej.
Jednostka stacjonowała w Koźlu, posiadała etat nr 30/129, uzbrojona była w trzy wyrzutnie 2P16.
Zarządzeniem szefa SG WP nr 042/ Org. z 18 listopada 1982 przeformowano dywizjon z etatu 30/129 na 30/243 przezbrajając go z trzech wyrzutni 2P16 na trzy 9P113.
Pod koniec 1988 2 dywizjon rakiet taktycznych posiadał etat nr 30/243, a jego podstawowe wyposażenie stanowiły trzy wyrzutnie 9P113.

## Skład organizacyjny
dowództwo i sztab
- bateria dowodzenia
- 2 baterie startowe
  - dwa plutony
- pluton obsługi technicznej
- pluton remontowy
- pluton zaopatrzenia
- pluton medyczny

Razem w drt:
- 4 wyrzutnie rakiet taktycznych 9P113

## Dowódcy
- mjr Stanisław Gargas